# ISO 15924
ISO 15924는 전 세계의 문자 및 표기 체계 명칭에 고유 부호를 부여하는 국제 표준이다. 정식 명칭은 ‘ISO 15924, 문자의 이름 표기를 위한 부호(Codes for the representation of names of scripts)’로, 2004년에 유니코드 컨소시엄이 ISO로부터 ISO 15924에 대한 등록 기관으로 승인되었다.
ISO 15924는 각 문자나 언어별로 쓰이는 표기 체계에 로마자 네 개로 된 부호와 세 자리 번호를 부여한다. ISO 15924에서 정의하는 문자는 하나 또는 여러 언어를 표기하는 데 쓰이는 문자여야 하므로 언어를 표기하기 위해 쓰이지 않는 문자는 명시적으로 추가될 수 없다.
ISO 15924 부호는 IETF 언어 표식의 세부 표식으로 정의되어 있기 때문에 HTML이나 XML 같이 이 언어 표식을 사용하는 곳에서 함께 사용할 수 있다. 이러한 구분이 필요한 대표적인 경우는 한 언어가 여러 표기 체계로 쓰이는 경우로 예를 들어 세르비아어는 키릴 문자와 로마자로 둘 다 쓰일 수 있는데 이를 sr-Cyrl과 sr-Latn라는 서로 다른 표식으로 가리킬 수 있다.

## 구성
로마자 네 글자로 된 부호는 문자의 영어 명칭을 바탕으로 줄여 쓴 것으로, 첫 글자는 대문자, 나머지는 모두 소문자로 쓰인다. 예를 들어 한글(Hangul)은 Hang, 선문자 B(Linear B)는 Linb가 배당되는 식이다.
세 자리 번호는 십진분류법과 유사한 방법으로 결정된다. 서로 관련된 항목(예를 들어 410 히라가나와 411 가타카나)은 서로 비슷한 번호가 배당되어 있으며, 특히 첫 자리는 문자의 기본적인 종류에 따라 다음과 같이 배당된다.
| 범위    | 한국어 명칭                        | 영어 명칭                           |
| ------- | ---------------------------------- | ----------------------------------- |
| 000~099 | 상형 문자 및 설형 문자             | Hieroglyphic and cuneiform scripts  |
| 100~199 | 오른쪽에서 왼쪽으로 쓰는 음소 문자 | Right-to-left alphabetic scripts    |
| 200~299 | 왼쪽에서 오른쪽으로 쓰는 음소 문자 | Left-to-right alphabetic scripts    |
| 300~399 | 자모적 음절 문자 (아부기다)        | Alphasyllabic scripts               |
| 400~499 | 음절 문자                          | Syllabic scripts                    |
| 500~599 | 표의 문자                          | Ideographic scripts                 |
| 600~699 | 해석되지 않은 문자                 | Undeciphered scripts                |
| 700~799 | (배당되지 않음)                    | (배당되지 않음)                     |
| 800~899 | (배당되지 않음)                    | (배당되지 않음)                     |
| 900~999 | 사적인 용도, 별명, 특수 부호       | Private use, aliases, special codes |

## 같이 보기
- ISO 15924 부호 목록